# Bwejuu
Bwejuu è un villaggio situato sulla costa orientale di Unguja, la principale isola dell'arcipelago di Zanzibar in Tanzania. Si trova a sud del promontorio di Michamvi, fra il villaggio di Dongwe (a nord) e quello di Paje (a sud). Come per gli altri villaggi costieri di quest'area, la popolazione di Bwejuu è tradizionalmente dedita alla pesca, attività a cui si sono aggiunte in tempi recenti la coltivazione di alghe rosse (Eucheuma spp.) e il turismo.